# Метаплазия
Метаплазията е процес на превръщане или преминаване от дадена тъкан от вид в друг, сроден на изходния. Това превръщане е възможно между сродни тъкани. Метаплазията е защитно-приспособителен процес, с който организмът реагира на променените условия на съществуване в областта на отделни тъкани и органи. Метаплазията може да бъде пряка или непряка. За непряка считаме тази, при която се образува нова тъкан в регенераторна зона. Пряката метаплазия възниква при директна трансформация на съществуващите клетки. Пример за това е образуването на гладкомускулни клетки в съдовете при повишени функционални изисквания към тях. Така например, от съединителната тъкан могат да се образуват хрущялна, костна, съдова и други сродни тъкани, а от едноредния цилиндричен епител- многореден цилиндричен епител и даже плосък, с вроговяване.